# The Inheritance (Film)
The Inheritance ist ein teils dokumentarischer Film von Ephraim Asili, der im September 2020 beim Toronto International Film Festival seine Premiere feierte. Der Ensemblefilm spielt fast ausschließlich in einem Haus in Philadelphia, in dem sich eine Gemeinschaft junger Menschen zu einem Kollektiv schwarzer Künstler und Aktivisten zusammenschließt.

## Handlung
Nachdem Julian von seiner Großmutter ein Haus in Philadelphia geerbt hat, erkundet der junge Mann gemeinsam mit seiner Freundin Gwen an einem Tag im Jahr 2019 diesen aus der Zeit gefallen scheinenden Ort. Sie entdecken eine Kiste mit Büchern und haben sich noch gar nicht alles angeschaut, was seine Großmutter in dem Haus zusammengetragen hat. Gwen findet das alles äußerst interessant, und so kann sie Julian schnell überzeugen, in dem Haus eine Kommune zu gründen, mit ihnen beiden als erste Mitglieder. Schnell verwandelt sich das mit Büchern, Zeitungsausschnitten, Schallplatten und Videoaufnahmen gefüllte Haus zur Wohnstätte eines Kollektivs junger schwarzer Künstler und Aktivisten. Sie renovieren und streichen alle Zimmer in unterschiedlichen Farben. Das Wohnzimmer, in dem sie zusammenkommen und auch Gäste empfangen wollen, streichen sie rot. In der Küche hängen sie ein Plakat für den Film Die Chinesin auf.
Sie nennen die Kommune „House of Ubuntu“ nach dem ethischen Konzept aus dem südlichen Afrika, was in etwa „Menschlichkeit“, „Nächstenliebe“ und „Gemeinsinn“ bedeutet, eine Lebensphilosophie, die dort im alltäglichen Leben aus  Überlieferungen heraus praktiziert wird und der nach man selbst Teil eines Ganzen ist. Sie entdecken weiter gemeinsam die in dem Haus noch verborgenen Schätze, die ihr kulturelles Erbe repräsentieren, sie probieren sich selbst in neuen Verhaltensweisen aus und lesen gemeinsam, unter anderem aus Nyereres „Essays on Socialism“. Nachdem der schon etwas ältere Preston genannt Old Head eingezogen ist und ein junger Trompeter namens Jamel, bauen sie ein Schlagzeug im Haus auf. Auch schwarze Musik steht fortan in dem Haus auf den Tagesprogramm. Wie in einer richtigen Kommune üblich, klären sie alles gemeinschaftlich, so auch, ob ein Freund von Julian als neues Mitglied bei ihnen einziehen darf. Gemeinsam stellen sie auch die Regeln für das Leben miteinander im Haus auf. So beschließen sie bei einer Sitzung „We are a shoeless house“ und bewegen sich nun nur noch barfuß oder in Strümpfen durch das Haus.
Verschiedene ältere Referenten erzählen ihnen von John Africa und wie sie einst in einer Kommune nach seinem Vorbild lebten. Die Mitglieder der Kommune um Julian erfahren mehr über MOVE, die politische und der Natur verbundene Organisation, die Africa 1972 ins Leben rief. Sie schauen sich Mitschnitte an, wie die Polizei 1985 versuchte, mit Hilfe einer Bombe ein MOVE-Haus in West Philadelphia zu räumen, dort jedoch einen halben Straßenzug in Schutt und Asche legte. Regelmäßig veranstalten sie im „House of Ubuntu“ solche Zusammenkommen, bei denen sie musizieren und zu denen sie auch Menschen außerhalb ihrer Kommune und Künstler wie die Poetin Ursula Rocker einladen.
Doch nur weil sie alle ein Interesse an ihrem gemeinsamen Erbe teilen und von Artefakten und Relikten des Black Proud, der schwarzen Kultur und dem Leben der Aktivisten der Bewegung umgeben sind, heißt das noch nicht, dass sich die Mitglieder der Kommune immer einig sind. Es kommt auch mal zu Streit, meist über Kleinigkeiten.

## Produktion
Es handelt sich bei The Inheritance um den Debütfilm des in Pennsylvania geborenen Filmemachers Ephraim Asili. Er erforschte zuvor bereits fast zehn Jahre lang verschiedene Facetten der afrikanischen Diaspora. The Inheritance basiert auf seinen eigenen Erfahrungen in einer schwarzen liberationistischen Gruppe. Der Film bezieht sich auf Vermächtnisse der Black Arts-Bewegung und stellt schwarze Autoren, Radikale und Mitglieder von MOVE sowie die Dichterinnen/Lyrikerinnen Ursula Rucker und Sonia Sanchez vor.
Über seine Zeit in der Gruppe sagt Asili: „Wir waren nicht gerade ein marxistisches Kollektiv, aber wir haben daran gearbeitet, die häusliche und finanzielle Verantwortung gleichermaßen zu teilen.“ Sie hatten es sich zur Aufgabe gemacht, Aufklärung in Bezug auf Polizeigewalt und die Behandlung von Frauen zu leisten und politische Gefangene zu unterstützen. Auch haben sie oft gemeinsam an Kundgebungen und Veranstaltungen teilgenommen und waren damit MOVE sehr nahe. 
Asili lebte mit seiner ersten Frau in dem Kollektiv, und während dieser Zeit wurde auch ihr gemeinsamer Sohn geboren.

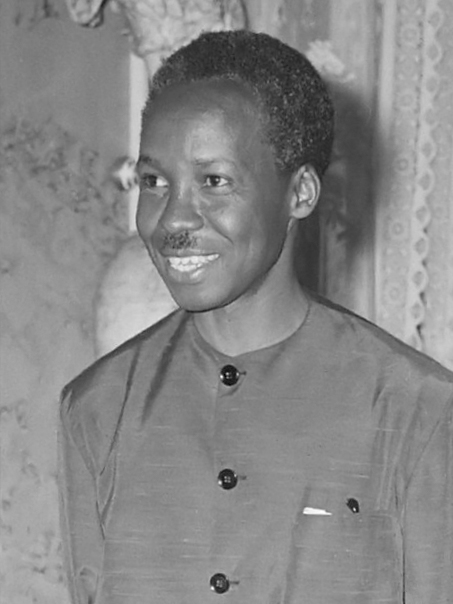
Im „House of Ubuntu“ liest man viel, so Julius K. Nyereres Essays on Socialism

Eric Lockley spielt Julian, der das Haus von seiner Großmutter geerbt hat, Nozipho Mclean spielt seine Freundin Gwen, die gemeinsam mit ihm das Kollektiv ins Leben ruft. Julian Rozzell Jr. spielt Preston, genannt Old Head. Der Rapper und wirkliche Trompeter Timothy Trumpet, Jr., auch bekannt unter seinem Bühnennamen TYMMYT, spielt Jamel. In weiteren Rollen sind Chris Jarell als Rich und Aurielle Akerele als Janet zu sehen. Sie lesen in und aus den Büchern, die sie im Haus finden, so Essays on Socialism von Julius K. Nyerere.
Der Film wurde im 16-mm-Format gedreht und durch Archivaufnahmen ergänzt, zum Großteil über MOVE. Die afro-amerikanische, politische und nach eigenem Bekunden "der Natur verbundene" Organisation wurde 1972 von Vincent Leaphart alias John Africa und Donald Glassy, einem weißen Akademiker der Universität Pennsylvania in Philadelphia, gegründet. Die Mitglieder trugen den angenommenen Nachnamen „Africa“ und waren durch ihren Dreadlock-Haarschnitt charakterisiert. In den Anfangsjahren richteten sich ihre Aktivitäten vor allem gegen die „Korruption des Systems“, sie setzen sich aber ebenso für Kinder- und Tierrechte ein. Nachdem die Kommune ein Reihenhaus in der Osage Avenue in West Philadelphia bezogen hatte, die am 13. Mai 1985 geräumt werden sollte, warf man zunächst Tränengasgranaten in das Gebäude. Auf dem Dach war durch MOVE eine Art Bunker errichtet worden, auf den nach einem Schusswechsel, der nicht enden wollte, von einem Helikopter aus eine knapp 2 kg schwere C4-Sprengladung abgeworfen wurde. Durch die Explosion fingen das Haus und schließlich der gesamte Block Feuer. Letztlich wurden hierbei 53 Wohnhäuser zerstört und über 200 Menschen obdachlos.
Ursprünglich plante Asili, den Film vor Ort in Philadelphia zu drehen, als er jedoch in Schwierigkeiten bei der Finanzierung des Projekts geriet, drehte er in einem Studio im Experimental Media and Performing Arts Center des Rensselaer Polytechnic Institute in Troy, New York. Der Film spielt fast ausschließlich in einem Reihenhaus im Westen von Philadelphia. Die Idee sei von Anfang an gewesen, den Raum als eine Art Archiv darzustellen, so der Regisseur. So war die Idee entstanden, dass der Protagonist ein mit Büchern und Aufzeichnungen gefülltes Haus erbt und diesen Raum dann in ein Kollektiv für radikales Denken verwandelt. Dies schien Asili der beste Weg zu sein, um die Beziehung zwischen gesellschaftspolitischen Objekten und Ideen und gesellschaftspolitischen Handlungen zu untersuchen. Stilistisch sei der Film stark von Jean-Luc Godards Die Chinesin aus dem Jahr 1967 beeinflusst. Der Film, der lose auf Fjodor Dostojewskis Roman Die Dämonen basiert, erzählt von einer Gruppe junger maoistischer Terroristen in Paris. Ein Plakat für Die Chinesin hängt auch im Film in der Küche der Kommune.

Die Premiere erfolgte am 14. September 2020	beim Toronto International Film Festival. Im März 2021 wurde der Film bei Cinéma du Réel vorgestellt. Am 17. Juni 2021 erfolgte eine Vorstellung im Rahmen des Open Air stattfindenden Berlinale Summer Special. Die Rechte für Nordamerika sicherte sich Grasshopper Film. Der Verleih will den Film am 12. März 2021 in New York bei Film at Lincoln Center und später auch in anderen Städten vorstellen. Anfang August 2021 wurde er beim BlackStar Film Festival gezeigt. Ende Oktober 2021 wurde er im Rahmen der Viennale vorgestellt.

## Rezeption

### Kritiken
Der Film wurde von 91 Prozent aller bei Rotten Tomatoes erfassten Kritiker positiv bewertet mit durchschnittlich 7,6 von 10 möglichen Punkten. Auf Metacritic hält er einen Metascore von 86 von 100 möglichen Punkten.

### Auszeichnungen
Cinéma du Réel 2021
- Nominierung im internationalen Wettbewerb
- Auszeichnung mit dem großen Preis der Jury (Ephraim Asili)[11][12]

IndieLisboa 2021
- Nominierung im Wettbewerb[13]